# Ведмедиця плямиста
Ведмéдиця плями́ста розмальована (Chelis maculosa) — метелик з родини еребід.

## Зовнішній вигляд
Метелик має 32-34 мм розмах крил. Передні крила вохристі, кожне — з 10-14 темними, плямами, більшість з яких нагадує трикутник. Задні крила оранжеві (самець) або червоні (самиця), з темними плямами неправильних обрисів. Дорослі гусениці чорні, з червонуватою лінією посередині спини. Хоботок розвинений слабо.

## Поширення
Вид зареєстрований локально по всій Палеарктиці, від Іспанії до Монголії та Японії. Він включає, зокрема, Скандинавію, Полярний Урал, острів Врангеля, Якутію, Камчатку. Знайдений він також в Неарктиці: від Лабрадора до Аляски.

## Спосіб життя

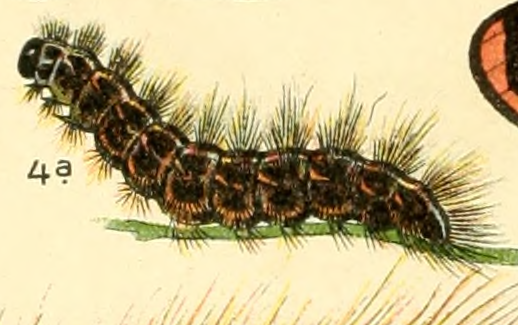
Гусениця

Метелик мешкає у сухих лучних біотопах на піщаних та кам'янистих ґрунтах, часто-густо в гірській місцевості. Імаго активні у денний час, з травня до середини липня. Гусінь живиться листям трав'янистих, віддаючи перевагу підмареннику. Зимує гусениця, зрілою вона стає у травні — на початку червня наступного року..

## Значення в природі та житті людини
Подібно до інших біологічних видів, ведмедиця плямиста є невід'ємною ланкою природних екосистем — споживаючи рослинні тканини і стаючи здобиччю тварин — хижаків та паразитів.
Вид занесений до Червоної книги України (https://mepr.gov.ua/files/docs/nakazy/2021/29/Наказ%20Міндовкілля_29_ЧКУ-тв.pdf [Архівовано 22 квітня 2022 у Wayback Machine.]), Польщі і Самарської і Омської областей Росії. .